# Aplomya insita
Aplomya insita là một loài ruồi trong họ Tachinidae.